# 柳生宗春
柳生 宗春（やぎゅう むねはる）は、江戸時代前期の大和国柳生藩の世嗣。初名は五郎兵衛、通称は大膳、内膳、心宗。

## 略歴
慶安2年（1649年）柳生家当主・柳生宗冬と京極高通の娘の長男として江戸に生まれる。柳生家は代々徳川将軍家の剣術指南役を務める家系として知られ、宗春も4代将軍徳川家綱の指南役である父・宗冬より家伝の新陰流を学んだ。
明暦2年（1656年）初めて家綱に拝謁し、寛文5年（1665年）正月の稽古始めで父と共に家綱の稽古相手を務めると、以後家綱の稽古には常に相伴するようになった。
柳生家累代の記録『玉栄拾遺』によるとその人柄は「性質優美にして若くして人の鑑」と賞されたといい、新陰流の術に達したほか、和歌も好んだとされる。やがて父・宗冬は芝新堀の別邸に移り、宗春は虎ノ門の本邸にあって、共に門人を分け合って新陰流を教授するようになった。宗春が指導する虎ノ門には多くの門生が集い、長者として慕われたというが、延宝3年（1675年）１月13日に突如疱瘡を患い、同年2月4日に家督相続を前にして27歳で死去した。
遺体はその日の内に江戸の広徳寺に埋葬され、後に柳生家の菩提寺である柳生庄（奈良市柳生町）芳徳寺にも墓所が作られた。
将来を嘱望された嫡男の死は宗冬に衝撃を与え、宗春の死から3か月後の延宝3年（1675年）4月に宗冬は病に倒れ、同年9月に死去した。柳生家の家督は宗春の弟・宗在が継いだが、宗在も36歳で早世したため、その跡を当時16歳に成長していた宗春の子・俊方が継いだ。

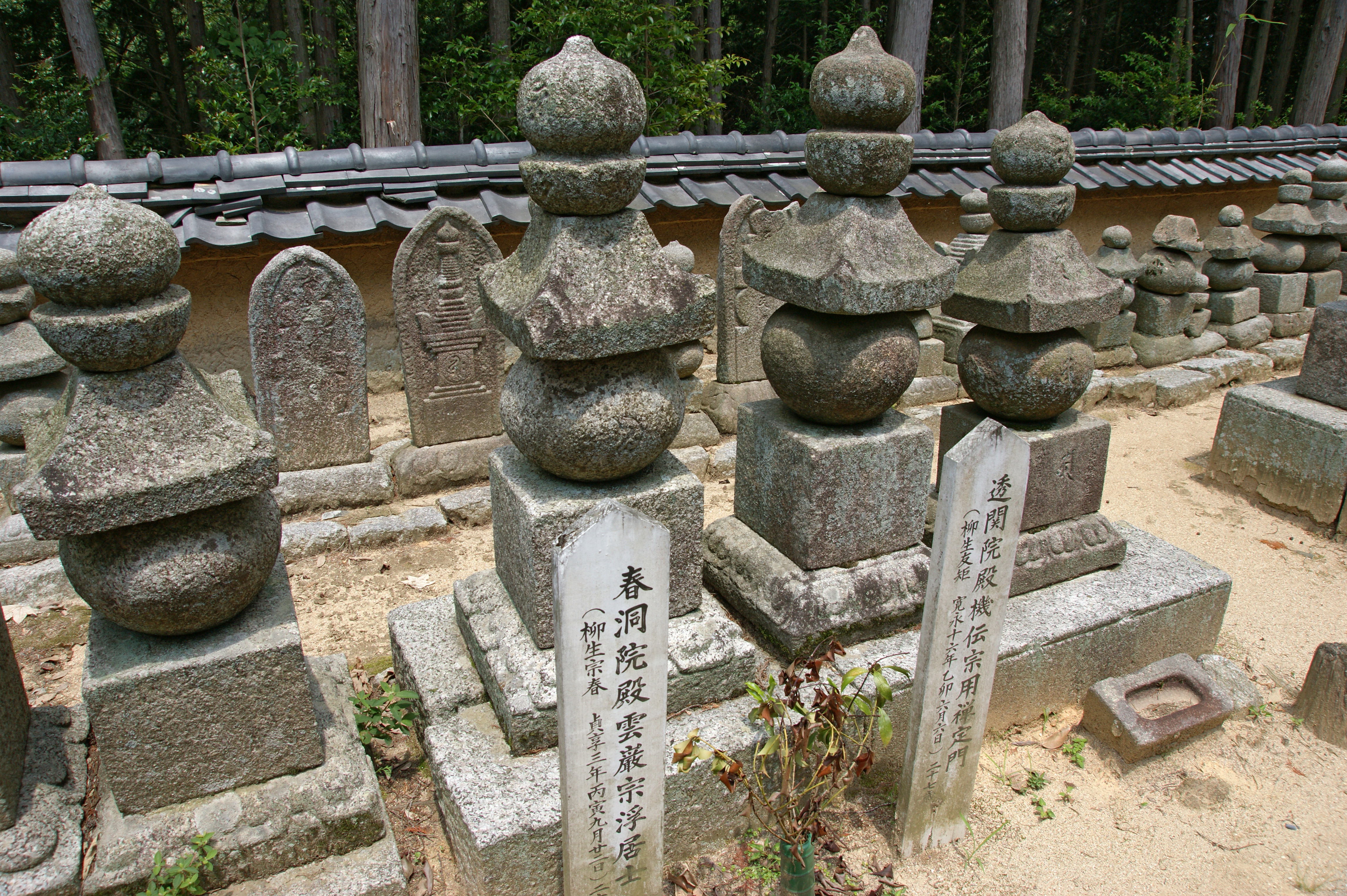
芳徳寺境内にある柳生一族の墓所。中央左が宗春の墓

## 系譜
- 父：柳生宗冬（1613-1675）
- 母：京極高通の娘
- 正室：九鬼久隆の娘
  - 長男：柳生俊方（1673-1730）
  - 次男：九鬼副隆（1674-1697）